# Serrodes euryplima
Serrodes euryplima är en fjärilsart som beskrevs av Louis Beethoven Prout 1926. Serrodes euryplima ingår i släktet Serrodes och familjen nattflyn. Inga underarter finns listade i Catalogue of Life.